# Дзивальтовски, Мартин
Ма́ртин Дзивальто́вски (англ. Martin Dziewialtowski, род. 23 декабря 1972 года) — шотландский бывший профессиональный игрок в снукер. 
Высшее достижение Дзивальтовски в профессиональном снукере — выход в 1/4 финала чемпионата Британии 1997 года, когда он по ходу турнира обыграл Джо Свэйла, Квинтена Ханна и Дина Рейнолдса, прежде чем проиграл Мэттью Стивенсу со счётом 1:9.